# XXIV Circuit Professional d'Escala i Corda
El Circuit Professional d'Escala i Corda 14/15 és l'edició vint-i-quatrena (24) del Circuit Professional d'Escala i Corda, el torneig cimera de la pilota valenciana en la modalitat de l'Escala i corda jugada entre els mesos de novembre de 2014 i març de 2015.

## Equips participants
Huit equips conformen el Circuit, els mateixos que a l'edició anterior, 5 parelles i 3 trios. Diferentment al que passà anteriorment en què els trios eren majoritaris, en aquesta edició la graella d'equips està formada per 6 parelles i 2 trios. El participant més veterà fou el rest de l'equip de València, Miguel de Petrer amb 34 anys. El més jove el rest de l'equip de Benidorm, Pere Roc II amb 21 anys.
Pel que fa a baixes respecte a l'anterior edició, els rests Álvaro de Faura que es retirà del professionalisme el desembre de 2014 i Víctor de València. L'únic mitger que participà en l'edició 2013/2014 i no repetí en esta és Tato d'Altea, i de punter tampoc repetí Colau II de la Pobla de Vallbona, Héctor de la Vall de Laguar i Nacho de Beniparrell. L'única novetat fou la incorporació de Puchol II que no jugà al Circuit 13/14 a causa d'una lesió al muscle.
| Municipi              | Rest              | Mitger         | Punter        |
| --------------------- | ----------------- | -------------- | ------------- |
| Massamagrell          | Soro III (1 i 1 ) | Salva (3 )     | Cap           |
| Murla                 | Genovés II (3 )   | Jesús (2 )     | Cap           |
| Vinalesa              | Puchol II (1 )    | Santi (1 )     | Cap           |
| Vila-real             | Fageca (1 i 1 )   | Fèlix (1 i 1 ) | Cap           |
| València              | Miguel (1 i 1 )   | Raúl (1 )      | Cap           |
| Alcàsser              | Santi II          | Javi (1 i 2 )  | Tomàs II (1 ) |
| Pedreguer - Mas y Mas | León (3 )         | Pere           | Carlos        |
| Benidorm              | Pere Roc II       | Dani (2 )      | Monrabal (1 ) |

## Sistema de competició
El Circuit es divideix en dues fases. La 1a Fase o Fase de Rondes consta de 4 rondes, cadascuna d'elles amb quarts de final, semifinals i final de ronda, amb un total de 28 partides. Durant aquesta primera ronda una classificació (a cada partida es disputen 3 punts excepte a les finals de ronda que es disputen 4) eliminarà als 4 pitjors posicionats i classificarà als quatre millors per a la següent ronda o Ronda Final on aquests quatre equips jugaran semifinals i final absoluta, totes al millor de tres partides.

### 1a Fase

#### 1a Ronda
|  | Quarts de final              | Quarts de final              |                         |    | Semifinals | Semifinals |  |  | Final | Final |
|  |                              |                              |                         |    |            |            |  |  |       |       |
|  | Genovés, 21 novembre         |                              |                         |    |            |            |  |  |       |       |
|  |                              |                              |                         |    |            |            |  |  |       |       |
|  | Miguel i Raúl                | 55                           |                         |    |            |            |  |  |       |       |
|  | Miguel i Raúl                | 55                           | Guadassuar, 26 novembre |    |            |            |  |  |       |       |
|  | León, Pere i Carlos          | 60                           |                         |    |            |            |  |  |       |       |
|  | León, Pere i Carlos          | 60                           | Puchol II i Santi       | 60 |            |            |  |  |       |       |
|  | Xàbia, 23 novembre           |                              | Puchol II i Santi       | 60 |            |            |  |  |       |       |
|  |                              | León, Pere i Carlos          | 20                      |    |            |            |  |  |       |       |
|  | Fageca i Fèlix               | León, Pere i Carlos          | 20                      | 45 |            |            |  |  |       |       |
|  | Fageca i Fèlix               |                              | Alzira, 30 novembre     | 45 |            |            |  |  |       |       |
|  | Puchol II i Santi            | 60                           |                         |    |            |            |  |  |       |       |
|  | Puchol II i Santi            | 60                           | Puchol II i Santi       | 55 |            |            |  |  |       |       |
|  | Pedreguer, 22 novembre       |                              | Puchol II i Santi       | 55 |            |            |  |  |       |       |
|  |                              | Pere Roc II, Dani i Monrabal | 60                      |    |            |            |  |  |       |       |
|  | Pere Roc II, Dani i Monrabal | Pere Roc II, Dani i Monrabal | 60                      | 60 |            |            |  |  |       |       |
|  | Pere Roc II, Dani i Monrabal | Massamagrell, 25 novembre    |                         | 60 |            |            |  |  |       |       |
|  | Santi II, Javi i Tomàs II    | 55                           |                         |    |            |            |  |  |       |       |
|  | Santi II, Javi i Tomàs II    | 55                           | Soro III i Salva        | 30 |            |            |  |  |       |       |
|  | Pelayo, 22 novembre          |                              | Soro III i Salva        | 30 |            |            |  |  |       |       |
|  |                              | Pere Roc II, Dani i Monrabal | 60                      |    |            |            |  |  |       |       |
|  | Soro III i Salva             | Pere Roc II, Dani i Monrabal | 60                      | 60 |            |            |  |  |       |       |
|  | Soro III i Salva             |                              |                         | 60 |            |            |  |  |       |       |
|  | Genovés II i Jesús           | 55                           |                         |    |            |            |  |  |       |       |
|  | Genovés II i Jesús           | 55                           |                         |    |            |            |  |  |       |       |

#### 2a Ronda
|  | Quarts de final              | Quarts de final              |                     |    | Semifinals | Semifinals |  |  | Final | Final |
|  |                              |                              |                     |    |            |            |  |  |       |       |
|  | Vila-real, 2 gener           |                              |                     |    |            |            |  |  |       |       |
|  |                              |                              |                     |    |            |            |  |  |       |       |
|  | Genovés II i Jesús           | 60                           |                     |    |            |            |  |  |       |       |
|  | Genovés II i Jesús           | 60                           | Murla, 11 gener     |    |            |            |  |  |       |       |
|  | Puchol II i Santi            | 35                           |                     |    |            |            |  |  |       |       |
|  | Puchol II i Santi            | 35                           | Soro III i Salva    | 30 |            |            |  |  |       |       |
|  | Pelayo, 3 gener              |                              | Soro III i Salva    | 30 |            |            |  |  |       |       |
|  |                              | Genovés II i Jesús           | 60                  |    |            |            |  |  |       |       |
|  | Soro III i Salva             | Genovés II i Jesús           | 60                  | 60 |            |            |  |  |       |       |
|  | Soro III i Salva             |                              | Vila-real, 16 gener | 60 |            |            |  |  |       |       |
|  | Santi II, Javi i Tomàs II    | 35                           |                     |    |            |            |  |  |       |       |
|  | Santi II, Javi i Tomàs II    | 35                           | Genovés II i Jesús  | 50 |            |            |  |  |       |       |
|  | Llíria, 4 gener              |                              | Genovés II i Jesús  | 50 |            |            |  |  |       |       |
|  |                              | Pere Roc II, Dani i Monrabal | 60                  |    |            |            |  |  |       |       |
|  | Miguel i Raúl                | Pere Roc II, Dani i Monrabal | 60                  | 60 |            |            |  |  |       |       |
|  | Miguel i Raúl                | Sueca, 9 gener               |                     | 60 |            |            |  |  |       |       |
|  | Fageca i Fèlix               | 45                           |                     |    |            |            |  |  |       |       |
|  | Fageca i Fèlix               | 45                           | Miguel i Raúl       | 45 |            |            |  |  |       |       |
|  | Bellreguard, 4 gener         |                              | Miguel i Raúl       | 45 |            |            |  |  |       |       |
|  |                              | Pere Roc II, Dani i Monrabal | 60                  |    |            |            |  |  |       |       |
|  | León, Pere i Carlos          | Pere Roc II, Dani i Monrabal | 60                  | 25 |            |            |  |  |       |       |
|  | León, Pere i Carlos          |                              |                     | 25 |            |            |  |  |       |       |
|  | Pere Roc II, Dani i Monrabal | 60                           |                     |    |            |            |  |  |       |       |
|  | Pere Roc II, Dani i Monrabal | 60                           |                     |    |            |            |  |  |       |       |

#### 3a Ronda
|  | Quarts de final              | Quarts de final              |                              |    | Semifinals | Semifinals |  |  | Final | Final |
|  |                              |                              |                              |    |            |            |  |  |       |       |
|  | Vilamarxant, 23 gener        |                              |                              |    |            |            |  |  |       |       |
|  |                              |                              |                              |    |            |            |  |  |       |       |
|  | Soro III i Salva             | 60                           |                              |    |            |            |  |  |       |       |
|  | Soro III i Salva             | 60                           | Borriana, 1 febrer           |    |            |            |  |  |       |       |
|  | Fageca i Fèlix               | 35                           |                              |    |            |            |  |  |       |       |
|  | Fageca i Fèlix               | 35                           | Soro III i Salva             | 55 |            |            |  |  |       |       |
|  | Benidorm, 24 gener           |                              | Soro III i Salva             | 55 |            |            |  |  |       |       |
|  |                              | Pere Roc II, Dani i Monrabal | 60                           |    |            |            |  |  |       |       |
|  | Puchol II i Santi            | Pere Roc II, Dani i Monrabal | 60                           | 45 |            |            |  |  |       |       |
|  | Puchol II i Santi            |                              | Guadassuar, 4 febrer         | 45 |            |            |  |  |       |       |
|  | Pere Roc II, Dani i Monrabal | 60                           |                              |    |            |            |  |  |       |       |
|  | Pere Roc II, Dani i Monrabal | 60                           | Pere Roc II, Dani i Monrabal | 55 |            |            |  |  |       |       |
|  | Benissa, 23 gener            |                              | Pere Roc II, Dani i Monrabal | 55 |            |            |  |  |       |       |
|  |                              | Santi II, Javi i Tomàs II    | 60                           |    |            |            |  |  |       |       |
|  | Genovés II i Jesús           | Santi II, Javi i Tomàs II    | 60                           | 60 |            |            |  |  |       |       |
|  | Genovés II i Jesús           | Dénia, 1 febrer              |                              | 60 |            |            |  |  |       |       |
|  | Miguel i Raúl                | 45                           |                              |    |            |            |  |  |       |       |
|  | Miguel i Raúl                | 45                           | Genovés II i Jesús           | 50 |            |            |  |  |       |       |
|  | Alcàsser, 25 gener           |                              | Genovés II i Jesús           | 50 |            |            |  |  |       |       |
|  |                              | Santi II, Javi i Tomàs II    | 60                           |    |            |            |  |  |       |       |
|  | León, Pere i Carlos          | Santi II, Javi i Tomàs II    | 60                           | 20 |            |            |  |  |       |       |
|  | León, Pere i Carlos          |                              |                              | 20 |            |            |  |  |       |       |
|  | Santi II, Javi i Tomàs II    | 60                           |                              |    |            |            |  |  |       |       |
|  | Santi II, Javi i Tomàs II    | 60                           |                              |    |            |            |  |  |       |       |

#### 4a Ronda
|  | Quarts de final              | Quarts de final              |                      |    | Semifinals | Semifinals |  |  | Final | Final |
|  |                              |                              |                      |    |            |            |  |  |       |       |
|  | Sueca, 6 febrer              |                              |                      |    |            |            |  |  |       |       |
|  |                              |                              |                      |    |            |            |  |  |       |       |
|  | Soro III i Salva             | 20                           |                      |    |            |            |  |  |       |       |
|  | Soro III i Salva             | 20                           | Alcàsser, 15 febrer  |    |            |            |  |  |       |       |
|  | Puchol II i Santi            | 60                           |                      |    |            |            |  |  |       |       |
|  | Puchol II i Santi            | 60                           | Puchol II i Santi    | 60 |            |            |  |  |       |       |
|  | Benidorm, 6 febrer           |                              | Puchol II i Santi    | 60 |            |            |  |  |       |       |
|  |                              | León, Pere i Carlos          | 25                   |    |            |            |  |  |       |       |
|  | Fageca i Fèlix               | León, Pere i Carlos          | 25                   | 50 |            |            |  |  |       |       |
|  | Fageca i Fèlix               |                              | Pedreguer, 22 febrer | 50 |            |            |  |  |       |       |
|  | León, Pere i Carlos          | 60                           |                      |    |            |            |  |  |       |       |
|  | León, Pere i Carlos          | 60                           | Puchol II i Santi    | 60 |            |            |  |  |       |       |
|  | Murla, 8 febrer              |                              | Puchol II i Santi    | 60 |            |            |  |  |       |       |
|  |                              | Genovés II i Jesús           | 40                   |    |            |            |  |  |       |       |
|  | Genovés II i Jesús           | Genovés II i Jesús           | 40                   | 60 |            |            |  |  |       |       |
|  | Genovés II i Jesús           | Bellreguard, 15 febrer       |                      | 60 |            |            |  |  |       |       |
|  | Santi II, Javi i Tomàs II    | 50                           |                      |    |            |            |  |  |       |       |
|  | Santi II, Javi i Tomàs II    | 50                           | Genovés II i Jesús   | 60 |            |            |  |  |       |       |
|  | Alzira, 8 febrer             |                              | Genovés II i Jesús   | 60 |            |            |  |  |       |       |
|  |                              | Pere Roc II, Dani i Monrabal | 55                   |    |            |            |  |  |       |       |
|  | Miguel i Raúl                | Pere Roc II, Dani i Monrabal | 55                   | 45 |            |            |  |  |       |       |
|  | Miguel i Raúl                |                              |                      | 45 |            |            |  |  |       |       |
|  | Pere Roc II, Dani i Monrabal | 60                           |                      |    |            |            |  |  |       |       |
|  | Pere Roc II, Dani i Monrabal | 60                           |                      |    |            |            |  |  |       |       |

#### Classificació
| Classificació 1a Fase        | Classificació 1a Fase | Classificació 1a Fase | Classificació 1a Fase | Classificació 1a Fase | Classificació 1a Fase | Classificació 1a Fase | Classificació 1a Fase |
| Equip                        | Punts                 | Partides jugades      | Partides guanyades    | Partides perdudes     | Jocs a favor          | Jocs en contra        | Dif                   |
| ---------------------------- | --------------------- | --------------------- | --------------------- | --------------------- | --------------------- | --------------------- | --------------------- |
| Pere Roc II, Dani i Monrabal | 27                    | 11                    | 9                     | 2                     | 590                   | 480                   | (+110)                |
| Puchol II i Santi            | 17                    | 8                     | 5                     | 3                     | 435                   | 330                   | (+105)                |
| Genovés II i Jesús           | 16                    | 9                     | 5                     | 4                     | 435                   | 400                   | (+35)                 |
| Santi II, Javi i Tomàs II    | 10                    | 6                     | 3                     | 3                     | 320                   | 305                   | (+15)                 |
| Soro III i Salva             | 9                     | 7                     | 3                     | 4                     | 315                   | 365                   | (-50)                 |
| León, Pere i Carlos          | 4                     | 5                     | 2                     | 3                     | 185                   | 285                   | (-100)                |
| Miguel i Raúl                | 4                     | 5                     | 1                     | 4                     | 250                   | 285                   | (-35)                 |
| Fageca i Fèlix               | 1                     | 4                     | 0                     | 4                     | 175                   | 240                   | (-65)                 |

### Fase Final
La Fase Final és disputada pels quatre millors equips classificats durant la 1a Fase de rondes. En aquesta edició els equips classificats són per orde de primer a quart: Benidorm, Vinalesa, Murla i Alcàsser. Quedant eliminats (també pel mateix orde de major a menor): Massamagrell, Pedreguer-Mas y Mas, València i Vila-real.
L'emparellament dels equips a les dues semifinals absolutes del Circuit es determinaren per la seua posició a la classificació, primer contra quart i segón contra tercer. Per tant, Benidorm contra Alcàsser (els dos trios) i Vinalesa contra Murla (les dues parelles). El sorteig per decidir els trinquets on es disputarien les partides se celebrà el 18 de febrer de 2015, quan encara no s'havia conclòs la quarta ronda. Çò és pel fet que el resultat de la qual no afectava a la classificació general.

#### Semifinals
La primera semifinal enfrontà l'equip de Pere Roc II, Dani i Monrabal (Benidorm) contra Santi II, Javi i Héctor II (Alcàsser). No va fer falta disputar les tres partides programades, ja que Benidorm superà el seu rival en dues partides: la primera al Trinquet de Pedreguer amb el resultat de 60 per 45, i al Tio Pena de Massamagrell amb un ajustat 60 per 55.
Els aquips de Puchol II i Santi (Vinalesa) i Genovés II i Jesús (Murla) tampoc jugaren la tercera partida programa al Trinquet de Pelayo. Els primers es desferen dels de Murla amb el resultat de 60 per 45 a Bellreguard i 60 per 35 a Guadassuar.

#### Final absoluta
El 12 de març es presentà la Final absoluta del Circuit Professional entre el trio de Benidorm (Pere Roc II, Dani i Monrabal) i la parella de Vinalesa (Puchol II i Santi). L'enfrontament es disputà als trinquets de Pelayo en primera instància i a la Ciutat de la Pilota de Montcada en la segona partida i en una tercera en cas que fera falta desempat. La parella de Vinalesa guanyà el títol de campió sense necessitar la tercera partida atès que guanyaren les dues primeres.
La primera gran final es disputà al Trinquet de Pelayo (València) el diumenge 15 de març. Una cita que els mitjans consideraren que podria ser la darrera a la canxa centenària del cap-i-casal pel risc de tancament del recinte. Les dificultats en les negociacions per al traspàs de la seua gestió feien perillar la continuïtat de l'activitat al Trinquet.